# Покров Аня
Анна Олександрівна Покровська (нар. 15 грудня 1999, Волгоград), більш відома як Аня Покрóв, — російська відеоблогерка та співачка. Ігнорує війну росії проти України.
24 січня 2021 року вийшла пісня «Останній зрадник» у виконанні Ані.
Член першого складу тіктокерського будинку Dream Team House (з березня 2020 року).
У жовтні 2020 року російський Forbes помістив її на 9-е місце свого першого в історії списку найбільш високооплачуваних тіктокерів.
Працювала з раннього віку, підробляла де могла. переїхала в Москву в 2020 році, коли її покликали в Dream Team House.
В інтернеті використовує також псевдоніми «Антигрустін» та «Авокадо».

## Біографія
Народилася у Волгограді 15 грудня 1999 року. Мама Ані працювала на волгоградському хімічному заводі «Каустик», а тато — на нафтопереробному заводі «Лукойл».
Коли Ані було 4 роки, батьки розлучилися. 
Навчалася у музичній школі, яку закінчила по класу домри. Крім того, ще з дитинства любила танцювати і займалася танцями.
Оскільки грошей у сім'ї було мало, ще підлітком Аня почала сама заробляти, роздаючи листівки і підробляючи в маленьких кафе офіціанткою.
Після закінчення середньої школи вступила в Волгоградський державний інститут мистецтв і культури на спеціальність «режисер театралізованих вистав та свят».
На першому курсі почала пробувати себе в жанрі коротких відеосюжетів, викладаючи їх у себе в соцмережах. Згодом домоглася на цьому терені певної популярності і, вирішивши присвячувати цьому захопленню більше часу, перейшла на дистанційне навчання. Коли з'явився і набув популярності TikTok, стала публікувати відео там.
З березня 2020 рік Аня живе в московському будинку тіктокерів Dream Team House На момент запрошення туди вона ще жила у Волгограді, тому на переїзд зважилася не відразу.
У травні того ж року почала музичну кар'єру, представивши публіці свій дебютний сингл «Не гра в Сімс». У кліпі на цю пісню знімалися Аніни колеги по будинку — Даня Мілохін, Артур Бабич та інші.
У тандемі з Артуром Бабичем знімалася в російській адаптації американського телевізійного шоу Total Blackout («Повний блекаут»). Проект стартував на СТС у неділю, 13 вересня. Вони брали участь у показаному в той день першому випуску і вийшли переможцями.
21 вересня у Ані вийшов другий сингл, «Хлопець з села». За Аніни словами, пісня навмисно витримана в незвичайному стилі — стилістично її можна віднести до «сучасного шансону».
10 грудня 2020 року випустила новорічну пісню «Сніжинка» в дуеті з Мією Бойко.
У січні 2021 року випустила пісню «Останній зрадник», яку присвятила своєму колишньому коханому.

## Тематика каналів
Для TikTok знімає гумористичні сценки, танці, пісні.
У травні 2020 року у Ані стартував канал на YouTube, присвячений новинам зі світу блоґерів.

## Рейтинги
- Найбільш високооплачувані тіктокери за версією Forbes — 9 місце[3]
- Топ-20 швидкозростаючих instagram-блогерів Росії в 2020 році — 3 місце[11]
- Топ-5 співаючих зірок «Тіктока» — 3 місце[12]

## Нагороди та номінації
| Рік  | Премія                                               | Номінація                                | Номінант                 | Результат    | Прим. і іст. |
| ---- | ---------------------------------------------------- | ---------------------------------------- | ------------------------ | ------------ | ------------ |
| 2020 | Підсумки 2020 року за версією телеканалу «ТНТ Music» | Кращий тіктокер року                     | Аня Pokrov               | Номінація    | 4-е місце    |
| 2021 | Nickelodeon Kids' Choice Awards                      | Улюблений «шип» року російських глядачів | Аня Pokrov і Артур Бабич | В очікуванні | [ 14 ]       |